# 壽麓山
壽麓山為祁連山脈末端的一座山，位於現今中國甘肅省景泰縣境內。山內有蒼松古柏參天，麋鹿野兔神遊。傳說壽麓山得名與霍去病有關。
相傳漢朝時，霍去病將軍行軍至此山腳下，烈日炎炎，士兵口渴難耐。去病乃騎馬尋水。忽見前面有一麋鹿，隨搭箭逐之，然連發數箭，均無所中。將軍甚為驚奇。自視從戎以來，
狩獵幾無所失，遂不捨不棄，逐之十餘里，麋鹿繞過山麓，悄然不見矣。但見一蒼翠古柏，巍巍然千年有餘，旁有見一泓泉水，清澈見底；去病下馬，手捧飲之，甘冽沁脾。
去病豁然，狩獵不中，非箭術不精，乃柏神有意引路至此也。慨嘆良久，對神柏拜之再三，以謝天恩。因神柏位於山麓，遂名此山為壽麓山，以此為志。